# Интер (футбольный клуб, Запрешич)
Хорватский Футбольный клуб «Интер» (хорв. hrvatski nogometni klub Inter Zaprešić) — хорватский футбольный клуб из города Запрешич, западный пригород Загреба.

## История
Клуб был основан в 1929 году. Сначала носил имя «Сава», потом — «Югокерамика» по имени спонсора, керамической фабрики. В 2003 году клуб поменял название на «Интер» Запрешич.
Самое большое достижение — первое место в турнире, проводимом в конце 1991 года и признанном как футбольный чемпионат хорватской республики. «Интер» является первым хорватским клубом, который играл за границей против английского «Брайтон энд Хоув Альбион». Клуб имеет прозвище «гончары» в соответствии со спонсором. «Интер» играет свои матчи на стадионе Шрц Запрешич Арена состоит из двух частей: западная состоит из 3 028 мест, на востоке — 400 сидячих и 1 100 стоячих мест.
В 2022 году клуб прекратил существование из за финансовых проблем.

### Прежние названия
- NK Sava (1929—1932)
- NK Jelačić (1932—1962)
- NK Jugokeramika (1962—1991)
- NK Inker (1991—2003)

## Достижения
- Серебряный призёр Чемпионата Хорватии: 2004/05.
- Обладатель Кубка Хорватии: 1992.

## «Интер» в еврокубках

### Кубок УЕФА 2005/2006
| Сезон   | Турнир     | Раунд | Соперник      | Дома | В гостях | Общий счет |
| ------- | ---------- | ----- | ------------- | ---- | -------- | ---------- |
| 2005-06 | Кубок УЕФА | КР2   | Црвена Звезда | 1-3  | 0-4      | 1-7        |